# Fosa común
Se llama fosa común al lugar donde se entierran los cadáveres que por diversas razones no tienen sepultura propia. Las fosas comunes han sido, a lo largo de la humanidad, un método muy usado para disponer de los cadáveres de dos o más personas. Empezaron a tener popularidad en el marco del proceso higienista del siglo XVIII, cuando los muertos comenzaron a ser enterrados de manera individualizada no por razones teológicas o religiosas, sino por razones político-sanitarias para evitar enfermedades. Así aparecieron los cementerios en las periferias de las poblaciones, enterrando a los muertos bajo control, alineados, analizados, reducidos y aislados. Aquellos cuerpos que no podían ser enterrados de manera individualizada, lo eran de manera colectiva. Michel Foucault definió las fosas comunes en el marco de ese proceso de la modernización como "lugares heterotópicos".

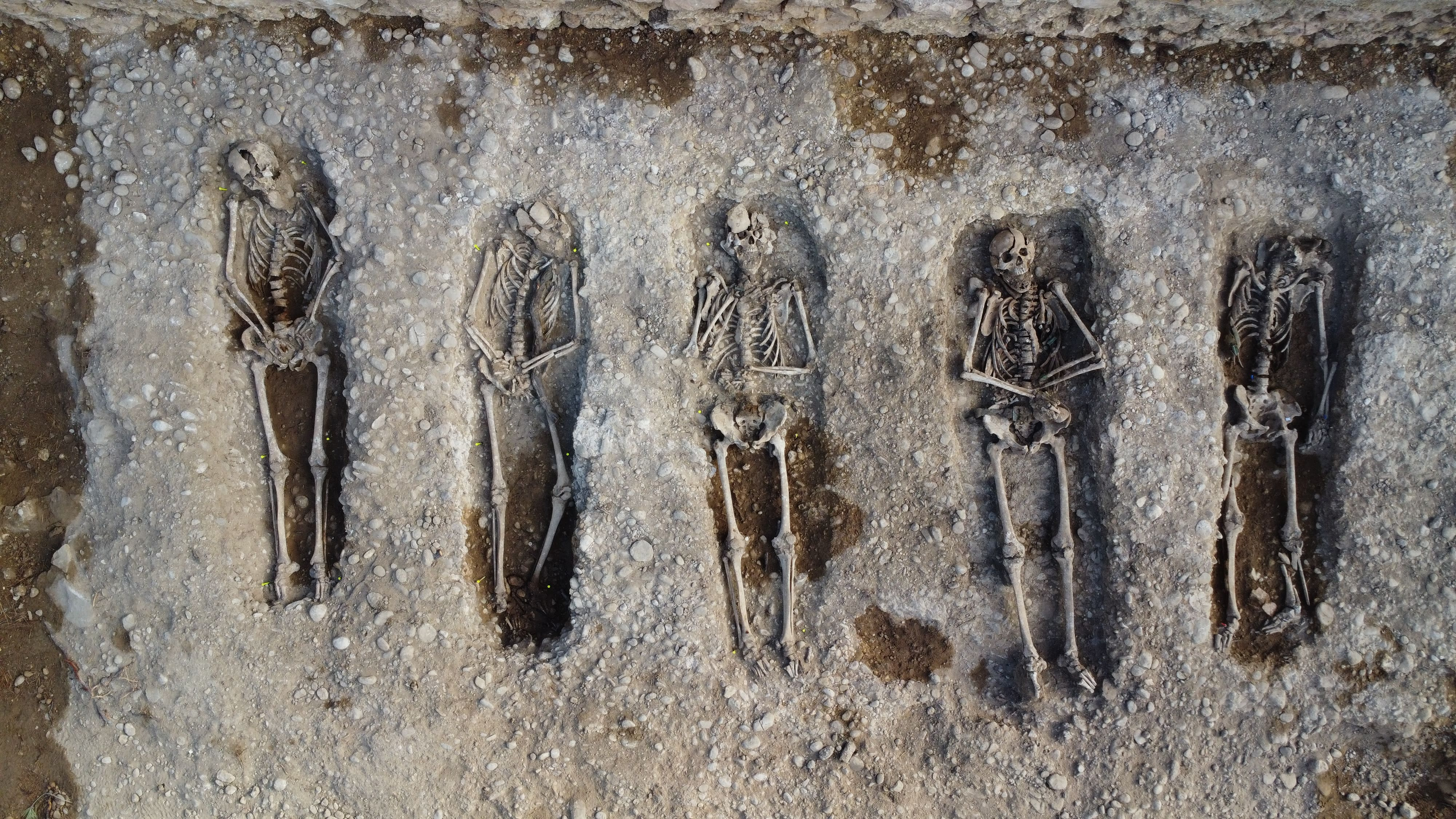
Fosa común de la guerra civil española en Bellaguarda, Cataluña.

Las fosas comunes se utilizan en caso de catástrofes naturales y epidemias, cuando existe riesgo de contagios masivos. Durante la época de la peste negra, por ejemplo, se abrieron fosas comunes para contener los cadáveres de los infectados con este mal. Durante la epidemia del COVID-19 en países como Estados Unidos y Brasil se alojaron miles de cuerpos en fosas comunes, como la de Hart Island o en la Amazonia.

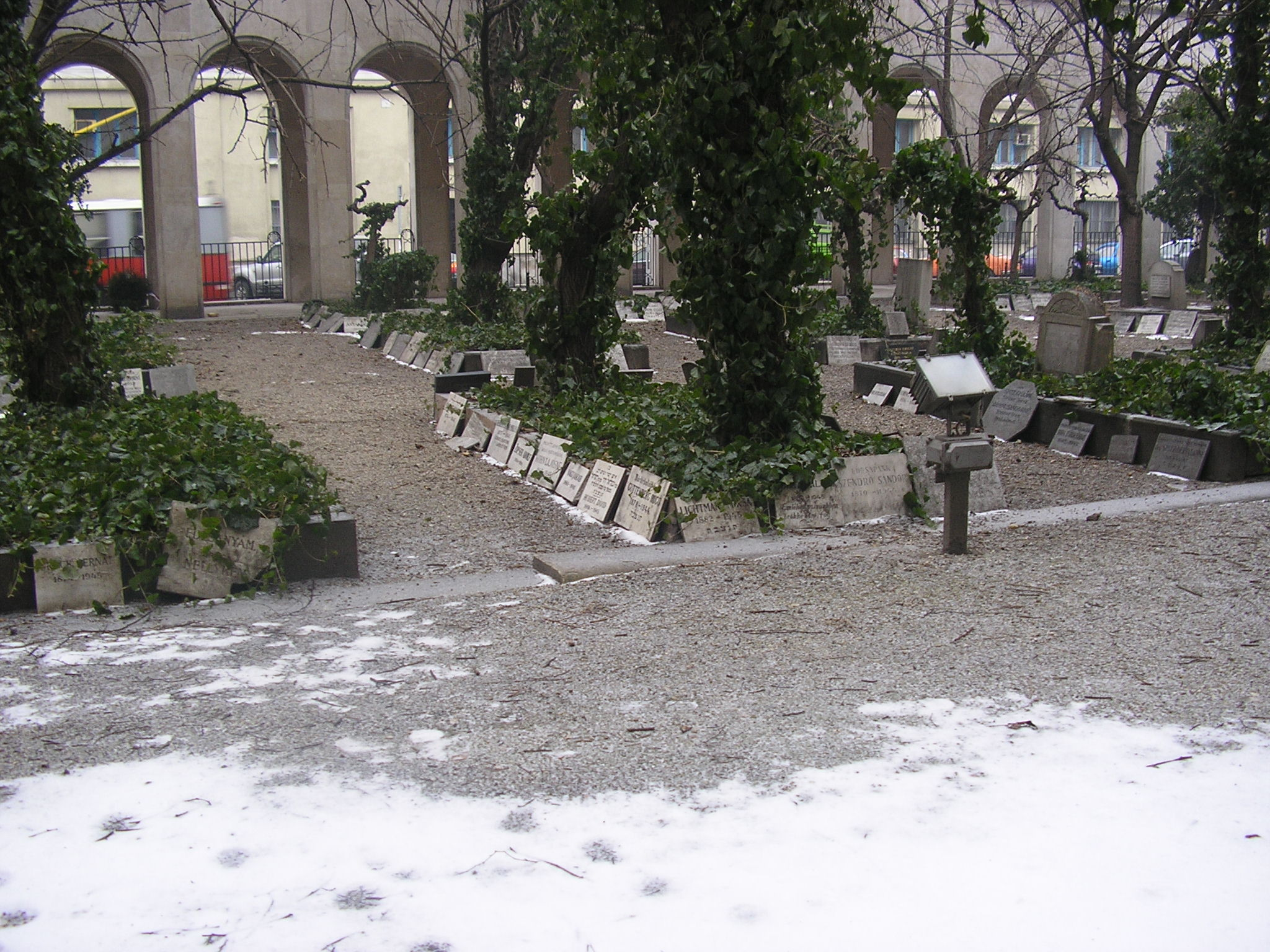
Fosa común del gueto de Budapest, detrás de la Gran Sinagoga (1944-1945).

En regímenes dictatoriales, es a veces el propio ejército el que entierra a sus represaliados por razones ideológicas en fosas anónimas, como ocurrió durante la dictadura franquista o la argentina. Las fosas sin señalizar consiguen de este modo ocultar el resultado de sus atrocidades, pasando inadvertidas durante décadas e impidiendo a los familiares honrar a sus difuntos. Muchas de las que se han encontrado, lo han sido gracias al testimonio de testigos o de arrepentidos. En algunos casos, las fosas son exhumadas y en otros se producen resignificaciones de las mismas, construyendo monumentos.
En algunos pueblos, aún persiste la tradición de contar con una fosa común en los cementerios para enterrar los cadáveres de las personas no identificadas y/o no reclamadas. También era recurrente el uso de fosas comunes para el entierro de personas no católicas en los cementerios de España. Las fosas comunes albergaban bebés no natos, sin bautizar, personas que se habían suicidado o que confesaban otras religiones o ninguna. En algunos lugares, este tipo de fosas comunes recibe el nombre de hoyanca.

## Ejemplos de fosas comunes de guerras y dictaduras

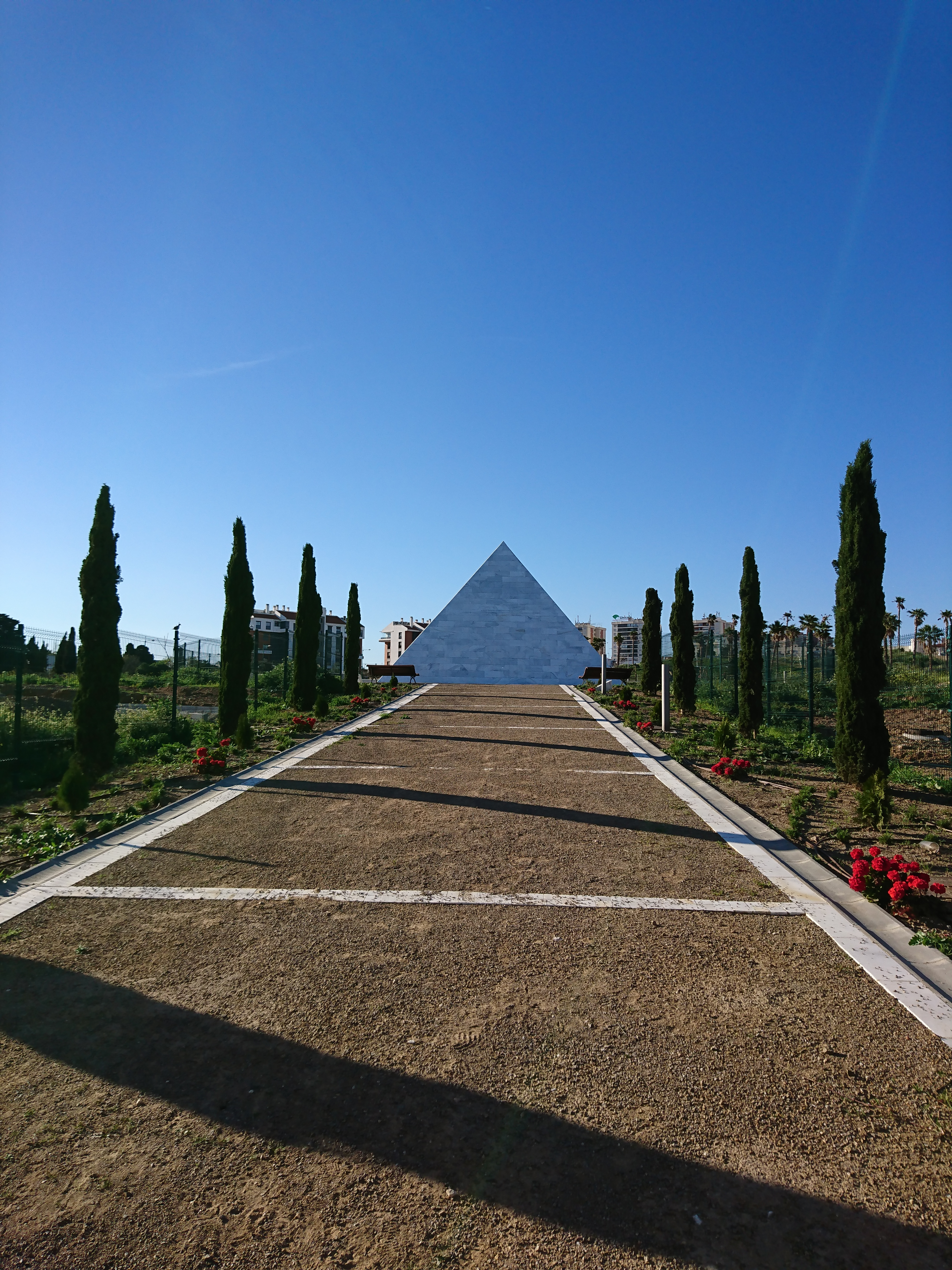
Monumento de las fosas comunes del Cementerio de San Rafael, Málaga, España. 2014

- Monumento de las fosas comunes del Cementerio de San Rafael, Málaga, España. 2014España: en 2016, el Ministerio de Justicia cifraba el número de fosas comunes en 2382, con víctimas de la guerra civil española (1936-1939) y la posguerra.[13][14] Hay numerosas poblaciones, como Burgos, Logroño, Pamplona, Sevilla o Málaga, donde se han desenterrado fosas comunes de víctimas de la represión en la zona sublevada.[8] Existen asociaciones en defensa de la memoria histórica que las han cartografiado.[15] El cementerio de San Rafael (Málaga), excavado en 2006, es la mayor fosa común de España.[16] En el Valle de los Caídos, Madrid, se encuentran los restos de más de 33 847 personas pertenecientes a víctimas de la Guerra Civil, de los que no están identificados unos 12 419. Señalar, además, las seis fosas comunes de Paracuellos de Jarama (arroyo de San José) y Torrejón de Ardoz (soto de Aldovea), estas con fascistas víctimas de la represión en la zona republicana (1936).[17][página requerida][18]
- Desde el año 2007, se están encontrando fosas comunes en diversos puntos de Colombia, generadas por las acciones llevadas desde cerca del año 2000 principalmente por miembros de grupos paramilitares pertenecientes a las AUC a raíz de las confesiones que han hecho en el proceso de desmovilización.[19] Asimismo señalar las fosas comunes del cementerio y otros lugares de Medellín a causa del conflicto armado interno de Colombia.
- Fosas comunes de la Masacre de Vukovar durante la guerra de Croacia (1991-1995).
- Fosas comunes en Chechenia de la primera guerra chechena (1994-1996) y la segunda guerra chechena (1999-2009).
- Fosas comunes de Irak durante la guerra de  Irak (2003-2011).
- En Panamá, durante los días posteriores a la invasión estadounidense del 20 de diciembre de 1989 se reportó la existencia de fosas comunes con cadáveres de civiles y militares en las localidades de El Chorrillo, Coco Solo y Pacora, incluso dentro de las mismas bases militares estadounidenses de Howard y Corozal. Se calculó un aproximado de 250 cadáveres.[20]

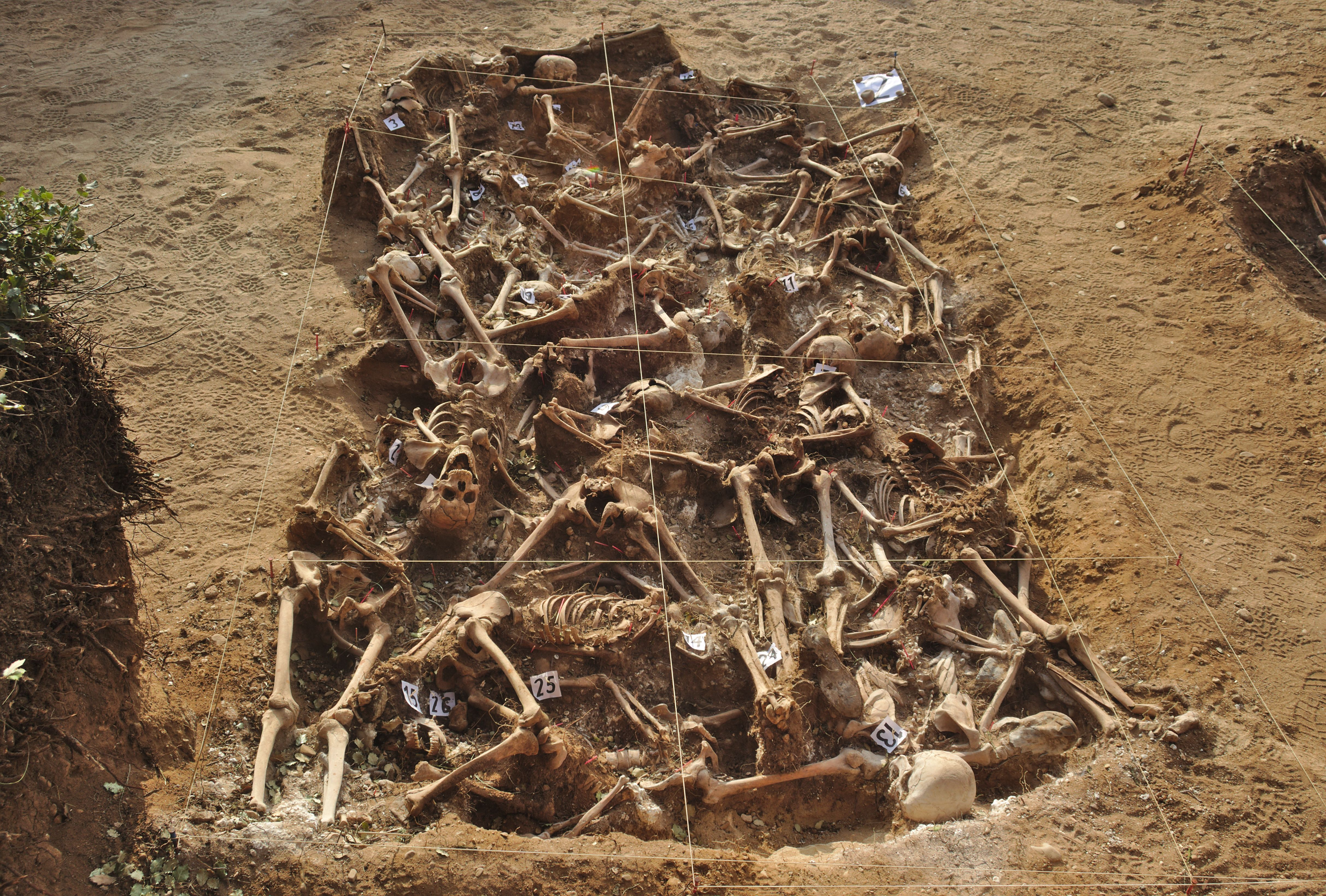
Fosa común de republicanos en Estépar (España), tras la guerra civil española.

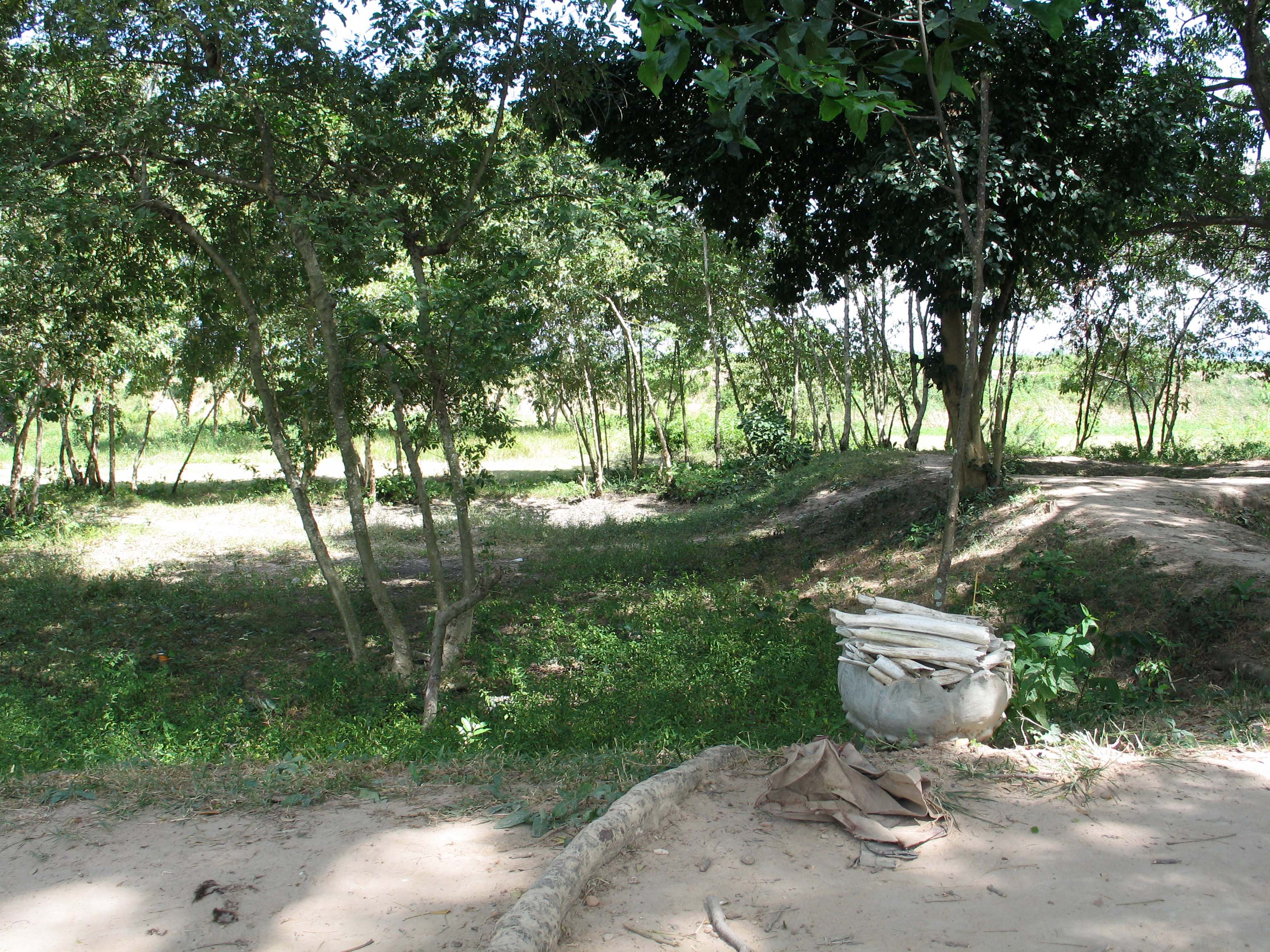
Fosa común de víctimas de los Jemeres Rojos en el Campo de la Muerte de Choeung Ek (Camboya)

- Fosa común de víctimas de los Jemeres Rojos en el Campo de la Muerte de Choeung Ek (Camboya)Fosa común de la mina de carbón de Datong en China de la segunda guerra sino-japonesa (1937-1945).
- Fosas comunes localizadas en 125  instalaciones penitenciarias de los Jemeres rojos y las tumbas correspondientes hasta la fecha en Camboya, mientras investigaban los Campos de la Muerte. Los aldeanos creen que estas fosas comunes poseen espíritus tutelares y significan que los cadáveres se vuelven uno con la tierra. Los rituales budistas, que eran tabú en ese momento, se realizaron en la década de 1980 y transformaron los cuerpos anónimos en "espíritus de los difuntos". En la década de 1990 se restablecieron las ceremonias religiosas y se celebró anualmente la Fiesta de los Muertos.[21]
- Fosa común de Pozo de Vargas en Argentina de 1976-1977, que data de la última dictadura argentina.[22]
- Fosas comunes de Burundi de los asesinatos masivos de 1965, 1969, 1972, 1988 y 1993, entre ellas las seis fosas de Karuzi.[23][24]
- Fosa común de Kigali en Ruanda a consecuencia del genocidio de Ruanda (1994).[25]

## Ejemplos de fosas comunes por epidemias y catástrofes
- Fosas comunes de Inglaterra por las epidemias de peste negra de los siglos XIV a XVII.
- Fosa común de Managua para las víctimas del terremoto de Managua de 1972.[26]
- Fosa común de Umeda (Osaka) en Japón a causa de una epidemia en el siglo XIX, descubierta en 2020.[27]
- Fosa común del cementerio de la Isla Hart en EE. UU. empleada desde finales del siglo XIX hasta la actualidad, incluidos los enterramientos para víctimas de la pandemia de COVID-19.[28]
- Tras el terremoto de México de 1985, muchos cadáveres no pudieron ser reconocidos debido a que estaban en un muy alto grado de descomposición o desfigurados por el impacto, lo cual ameritó excavar una fosa de este tipo en el Panteón Civil de Dolores y otra en el Panteón de San Lorenzo Tezonco, igual de clase civil.